# Tlstá hora (1208 m)
Tlstá hora (1208 m n.p.m.) – szczyt w Wielkiej Fatrze w Karpatach Zachodnich na Słowacji.
Znajduje się w północnym grzbiecie szczytu Šiprúň. Grzbiet ten oddziela Čutkovską dolinę na wschodzie od doliny Bystrego potoku na zachodzie. Kolejno znajdują się w nim: Predny Šiprúň (północny wierzchołek Šiprúňa), Nižné Šiprúnske sedlo, Chabzdová, Vtáčnik, Tlstá hora, Plieška, Suchá hôrka.
Tlstá hora wraz z Vtáčnikiem wraz tworzy dość typową górę stołową, charakteryzująca się długim i płaskim grzbietem. Jej dwa wierzchołki znajdujące się na końcach tego grzbietu są bardzo niewybitne. Grzbiet łączący te wierzchołki jest trawiasty. Dzięki trawiastym terenom hali Tlstá hora jest dobrym punktem widokowym. Kilka hal znajduje się jeszcze na północno-wschodnich zboczach Tlstej hory.
Tlstá hora jest porośnięta lasem. Na zboczach znajdują się skalne odsłonięcia, najliczniejsze na zboczach zachodnich, opadających do doliny Bystrego potoku. W wapieniach budujących Tlstą horę dobrze rozwinięte są zjawiska krasowe. Na zboczach zachodnich występują jaskinie Abri na Tlstej i Netopieria jaskyña, a na płaskowyżu łączącym Tlstą horę z Vtáčnikiem zapadliska i krasowa studnia Jalova priepasť.
Tlstá hora znajduje się poza granicami Parku Narodowego Wielka Fatra.
W Wielkiej Fatrze znajduje się jeszcze drugi szczyt o nazwie Tlstá hora – Tlstá hora (1063 m) w tzw. Szypskiej Fatrze.

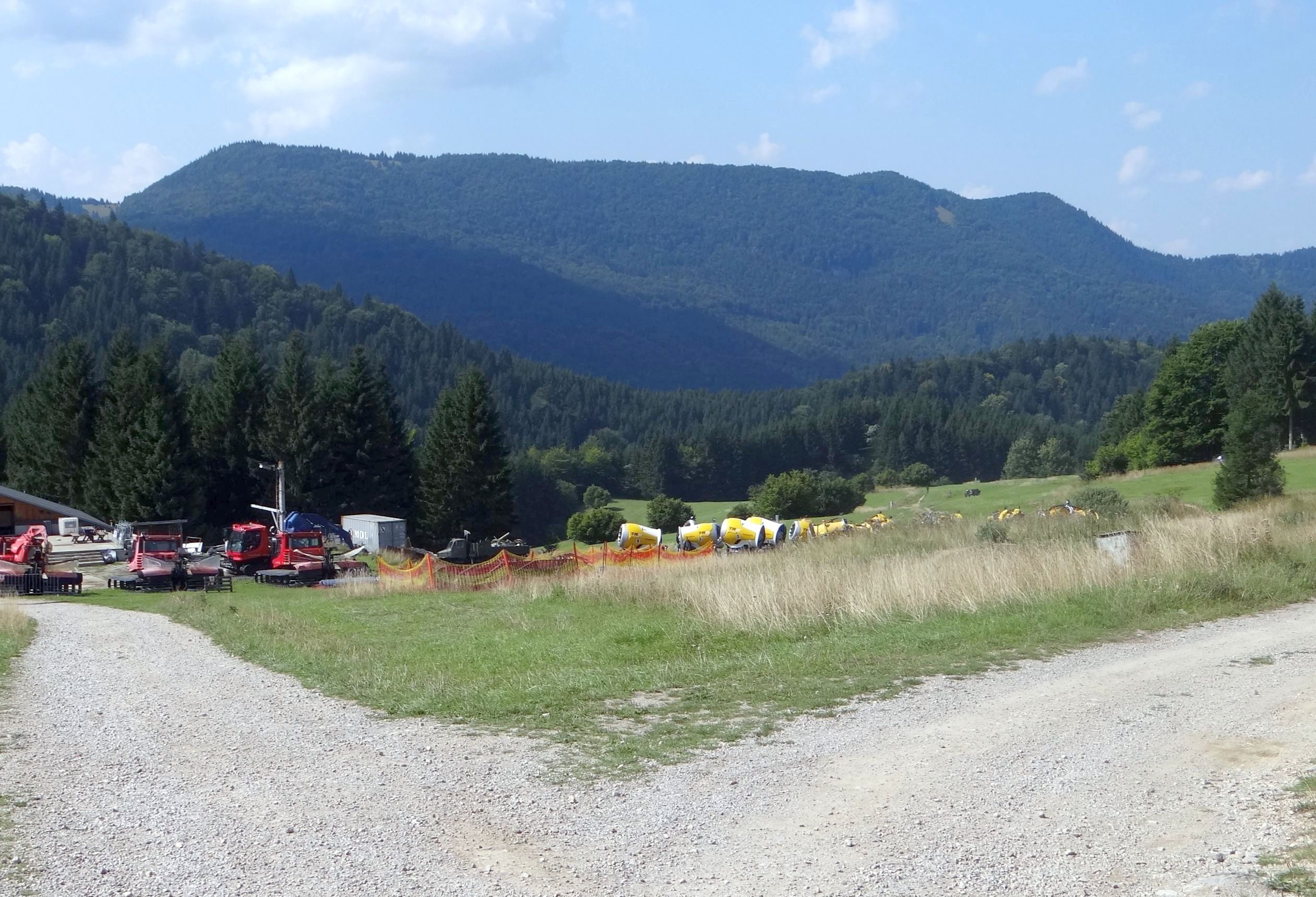
Vtáčnik i Tlstá hora. Widok ze Skipark Ružomberok

## Szlak turystyczny
Nová Černová (Rużomberk) – Tlstá hora – Chabzdová – Chabzdová, rázcestie – Maďarovo – Nižné Šiprúnske sedlo. Odległość 11,3 km, suma podejść 1095 m, suma zejść 215 m, czas przejścia 4:10 h (z powrotem 3:15 h)